# Ђорђе Бубало
Ђорђе П. Бубало (Београд, 25. мај 1969) српски је историчар и универзитетски професор, који се бави проучавањем политичке и друштвене историје српског народа и српских земаља у средњем веку. Као доктор историјских наука и редовни професор Универзитета у Београду, предаје на катедри за историју српског народа у средњем веку, на Одељењу за историју Филозофског факултета у Београду. Члан је Управног одбора Матице српске и неколико радних тела Српске академије наука и уметности (Одбор за проучавање Косова и Метохије, Одбор за изворе српског права, Хиландарски одбор, Балканолошки одбор).

## Биографија
Рођен је 25. маја 1969. године у Београду. Дипломирао је на Oдељењу за историју Филозофског факултета у Београду (1996) са радом „Отроци и робови”, за који је добио награду из фонда "Радован Самарџић" за најбољи дипломски рад. Потом је 1997. године изабран у звање асистента-приправника, за предмет "Национална историја средњег века" на Одељењу за историју Филозофског факултета у Београду. Након одбране магистарског рада под називом "Номици и номичке књиге" (2001) изабран је у звање асистента (2002). Након одбране докторске дисертације под називом "Писана документа у средњовековном српском друштву" (2007) изабран је у звање доцента за ужу научну област Историја српског народа у средњем веку са историјском географијом и страрословенским језиком. Затим је изабран за ванредног (2012), а потом и за редовног професора Универзитета у Београду (2017).
Члан је Управног одбора Матице српске, Одбора за проучавање Косова и Метохије (САНУ), Одбора за изворе српског права (САНУ), Хиландарског одбора САНУ, Балканолошког одбора САНУ, а такође је члан уређивачког и редакционог одбора Српског биографског речника, као и уредништва Зборника Матице српске за историју.

## Одабрана дела
- Бубало, Ђорђе (1997). „Шта значи отрок у српским повељама?”. Зборник Матице српске за историју. 56: 19—58.
- Бубало, Ђорђе (2001). „Повеље Маре Бранковић и синова јој Гргура, Ђурђа и Лазара манастиру Хиландару”. Прилози за књижевност, језик, историју и фолклор. 65-66 (1999-2000): 77—105.
- Бубало, Ђорђе (2001). „Епископ призренски Георгије (о презименима средњовековних архијереја)” (PDF). Историјски часопис. 48: 45—52.
- Бубало, Ђорђе (2002). „Влахо епископ или влахоепископ”. Зборник радова Византолошког института. 39 (2001-2002): 197—220.
- Бубало, Ђорђе (2002). „Средњовековне повеље у архиву манастира Савине” (PDF). Историјски часопис. 49: 93—122.
- Бубало, Ђорђе (2002). „О називу и времену настанка пописа имања Хтетовског манастира”. Стари српски архив. 1: 177—194.
- Бубало, Ђорђе (2003). „Фалсификована повеља цара Стефана Уроша о Стонском дохотку”. Стари српски архив. 2: 99—142.
- Живојиновић, Мирјана; Бубало, Ђорђе (2003). „Акт прота Теофана за манастир Вериота (април 1312, инд. 10) у старосрпском преводу XV века”. Зборник радова Византолошког института. 40: 245—262.
- Бубало, Ђорђе (2003). „Из преписке епископа бококоторског Герасима Петрановића (о рукописима и документима манастира Савине)”. Драчевица. 1 (1): 25—37.
- Бубало, Ђорђе (2004). Српски номици. Београд: Византолошки институт.
- Бубало, Ђорђе (2004). „Писана реч у свакодневном животу”. Приватни живот у српским земљама средњег века. Београд: Clio. стр. 471—492.
- Бубало, Ђорђе (2004). „Библиографија радова академика Симе Ћирковића”. Зборник радова Византолошког института. 41: 11—53.
- Бубало, Ђорђе (2004). „О преписима повеље краља Уроша I храму Светог Николе у Хвосну (1276/77): Прилог познавању настанка збирке Monumenta Serbica Франца Миклошича”. Стари српски архив. 3: 169—183.
- Бубало, Ђорђе (2004). „Још једном о термину б'ци”. Прилози за књижевност, језик, историју и фолклор. 70: 143—154.
- Бубало, Ђорђе (2006). „Средњовековни архив манастира Врањине (прилог реконструкцији)”. Стари српски архив. 5: 243—276.
- Бубало, Ђорђе (2007). „Угарска и Угри у старим српским летописима”. Српско-мађарски односи кроз историју. Нови Сад: Филозофски факултет. стр. 27—41.
- Бубало, Ђорђе (2007). „Ραδοσθλάβος Σάμπιας - Радослав Сабља”. Зборник радова Византолошког института. 44: 459—463.
- Бубало, Ђорђе (2007). „Писма владике Герасима Петрановића из заоставштине Тома К. Поповића у Архиву САНУ (поводом стогодишњице смрти)”. Бока: Зборник радова из науке, културе и умјетности. 27: 329—351.
- Бубало, Ђорђе (2007). „Почетак треће Дечанске хрисовуље (фол. 2-7)”. Стари српски архив. 6: 69—82.
- Бубало, Ђорђе (2007). „Два прилога о Дечанским хрисовуљама”. Стари српски архив. 6: 221—231.
- Бубало, Ђорђе (2008). „Nicolaus notarius Parserini (прилог познавању установе номика у средњовековној Србији)”. Зборник радова Византолошког института. 45: 231—241.
- Бубало, Ђорђе (2008). „Прилози српској дипломатици”. Хиландарски зборник. 12: 69—87.
- Бубало, Ђорђе (2008). „За ново, критичко издање трескавачких хрисовуља краља Душана”. Стари српски архив. 7: 207—229.
- Бубало, Ђорђе (2008). „Балшићи”. Енциклопедија српског народа. Београд: Завод за уџбенике. стр. 66.
- Бубало, Ђорђе (2008). „Властимировићи”. Енциклопедија српског народа. Београд: Завод за уџбенике. стр. 187—189.
- Бубало, Ђорђе (2008). „Војислављевићи”. Енциклопедија српског народа. Београд: Завод за уџбенике. стр. 194.
- Бубало, Ђорђе (2008). „Вукановићи”. Енциклопедија српског народа. Београд: Завод за уџбенике. стр. 208.
- Бубало, Ђорђе (2009). Писана реч у српском средњем веку: Значај и употреба писаних докумената у средњовековном српском друштву. Београд: Стубови културе.
- Бубало, Ђорђе (2009). „Јагићев рукопис и приморска редакција Душанова законодавства”. Средњовековно право у Срба у огледалу историјских извора. Београд: САНУ. стр. 121—132.
- Бубало, Ђорђе (2009). „Да ли су краљ Стефан и Првовенчани и његов син Радослав били савладари?”. Зборник радова Византолошког института. 46: 201—227.
- Бубало, Ђорђе (2010). Душанов законик. Београд: Завод за уџбенике, Службени гласник.
- Bubalo, Đorđe; Mitrović, Katarina; Radić, Radmila (2010). Jurisdikcija Katoličke crkve u Sremu. Beograd: Službeni glasnik.
- Бубало, Ђорђе (2010). „Библиографија радова академика Симе Ћирковића објављених 2005-2010. године (са допунама за раздобље 1962-2004)”. Стари српски архив. 9: XVII—XXXI.
- Бубало, Ђорђе (2010). „Када је велики жупан Стефан Немањић издао повељу манастиру Хиландару?”. Стари српски архив. 9: 233—241.
- Бубало, Ђорђе (2011). „Титуле Вукана Немањића и традиција Дукљанског краљевства”. Ђурђеви ступови и Будимљанска епархија: Зборник радова. Беране: Епископија будимљанско-никшићка. стр. 79—93.
- Бубало, Ђорђе (2011). „Поседи српских деспота у одбрамбеним плановима Краљевине Угарске 1458. и 1459. године”. Пад Српске деспотовине 1459. године. Београд: САНУ. стр. 229—243.
- Бубало, Ђорђе (2011). „Судбина и опаданије - прилог тумачењу члана 84 Душановог законика”. Споменица академика Симе Ћирковића. Београд: Историјски институт. стр. 261—267.
- Бубало, Ђорђе (2011). „Хиландар и Стонски доходак у XIX веку”. Хиландарски зборник. 13: 83—103.
- Бубало, Ђорђе (2012). Законик цара Стефана Душана. Света Гора: Манастир Хиландар.
- Бубало, Ђорђе; Крестић, Петар В. (2013). Владари Србије. Београд: Младинска књига.
- Бубало, Ђорђе (2013). „Оглед из историје текста Душановог законика: Рукописно окружење”. Зборник радова Византолошког института. 50 (2): 725—740.
- Бубало, Ђорђе (2013). „Војислављевићи”. Српска енциклопедија. 2. Нови Сад-Београд: Матица српска; САНУ; Завод за уџбенике. стр. 650—651. Архивирано из оригинала 02. 09. 2022. г. Приступљено 02. 09. 2022.
- Bubalo, Đorđe (2014). Pragmatic Literacy in Medieval Serbia. Turnhout: Brepols.
- Бубало, Ђорђе (2014). „Душаново законодавство на Светој Гори”. Афон и славянский мир. 1. Святая Гора: Издание Русского Свято-Пантелеимонова монастыря на Афоне. стр. 47—62.
- Чавошки, Коста; Бубало, Ђорђе, ур. (2015). Законик цара Стефана Душана. 4 (1). Београд: САНУ.
- Чавошки, Коста; Бубало, Ђорђе, ур. (2015). Законик цара Стефана Душана. 4 (2). Београд: САНУ.
- Бубало, Ђорђе (2015). „Логос формула у хрисовуљи цара Стефана Уроша манастиру Лаври (1361)”. Περίβολος: Зборник у част Мирјане Живојиновић. 1. Београд: Византолошки институт. стр. 322—338.
- Бубало, Ђорђе (2015). „Један незапажен извор о Косовској бици”. Војно-историјски гласник. 65 (2): 33—53.
- Бубало, Ђорђе (2015). „Неколико докумената о зетском војводи Стефаници Црнојевићу”. Историјски записи. 88 (1-2): 27—45.
- Бубало, Ђорђе (2015). „Време Душановог законика”. Slověne: International Journal of Slavic Studies. 4 (2): 119—146.
- Бубало, Ђорђе (2016). Српска земља и поморска у доба владавине Немањића. 1. Београд: Филип Вишњић.
- Бубало, Ђорђе (2016). „Пре и после Стефана Немање: Историјска прекретница или damnatio memoriae”. Стефан Немања - преподобни Симеон Мироточиви: Зборник радова. 1. Београд: Институт за историју уметности. стр. 243—250.
- Бубало, Ђорђе (2016). „Неколико запажања о повељи краља Милутина за манастир Бањску”. Манастир Студеница: 700 година Краљеве Цркве. Београд: САНУ. стр. 19—33.
- Бубало, Ђорђе (2016). „Пренос приватних и црквених архива на Свету Гору - сведочења српских повеља” (PDF). Зборник Матице српске за историју. 94: 7—17.
- Бубало, Ђорђе (2016). „Ктиторски портрет и ктиторска повеља (Двојно ктиторство на фрескама дечанског храма и у трећој дечанској хрисовуљи)”. Саопштења Републичког завода за заштиту споменика културе. 48: 93—111.
- Бубало, Ђорђе (2016). „Млађа редакција Душановог законика”. Трибина Библиотеке САНУ. 4 (4): 212—215.
- Бубало, Ђорђе (2017). „Свакодневна писменост у краљевству српске земље и поморске” (PDF). Летопис Матице српске. 193 (499): 863—875.
- Бубало, Ђорђе (2017). „Драгутин Анастасијевић на Светој Гори 1906/7. и 1912. године”. Хиландарски зборник. 14: 233—307.
- Бубало, Ђорђе (2018). „Стојан Новаковић - замисли и подухвати системског издавања средњовековних српских извора”. Стојан Новаковић: Поводом сто седамдесет пет година од рођења. Београд: САНУ. стр. 395—421.
- Бубало, Ђорђе (2018). „Суноврат научне историографске периодике (Поводом покретања часописа Натписи и записи)” (PDF). Зборник Матице српске за историју. 98: 117—155.
- Бубало, Ђорђе (2019). „Територијална компонента краљевске титуле Немањића”. Краљевство и архиепископија у српским и поморским земљама Немањића. Београд: САНУ. стр. 245—290.
- Бубало, Ђорђе (2019). „Извод из Епитимијног номоканона у Ковиљском и Софијском препису Душанова законодавства и његов руски предложак”. Наслеђе и стварање: Свети Ћирило-Свети Сава: 869-1219-2019. 2. Београд: Институт за српски језик. стр. 525—589.
- Бубало, Ђорђе (2019). „Епитимијни номоканон из Цркве Светог Арханђела Михаила у селу Клинци (Луштица)”. Бока: Зборник радова из науке, културе и умјетности. 39: 39—61.
- Бубало, Ђорђе (2020). „Још једном о години смрти краља Стефана Првовенчаног”. Стефан Првовенчани и његово доба. Београд: Историјски институт. стр. 99—118.
- Чавошки, Коста; Бубало, Ђорђе, ур. (2021). Законик цара Стефана Душана. 5. Београд: САНУ.
- Бубало, Ђорђе (2021). „(Не)познати препис Душанова законика у Музеју Српске православне цркве у Београду” (PDF). Зборник Матице српске за историју. 104: 9—29.